# Góry Kelimeńskie

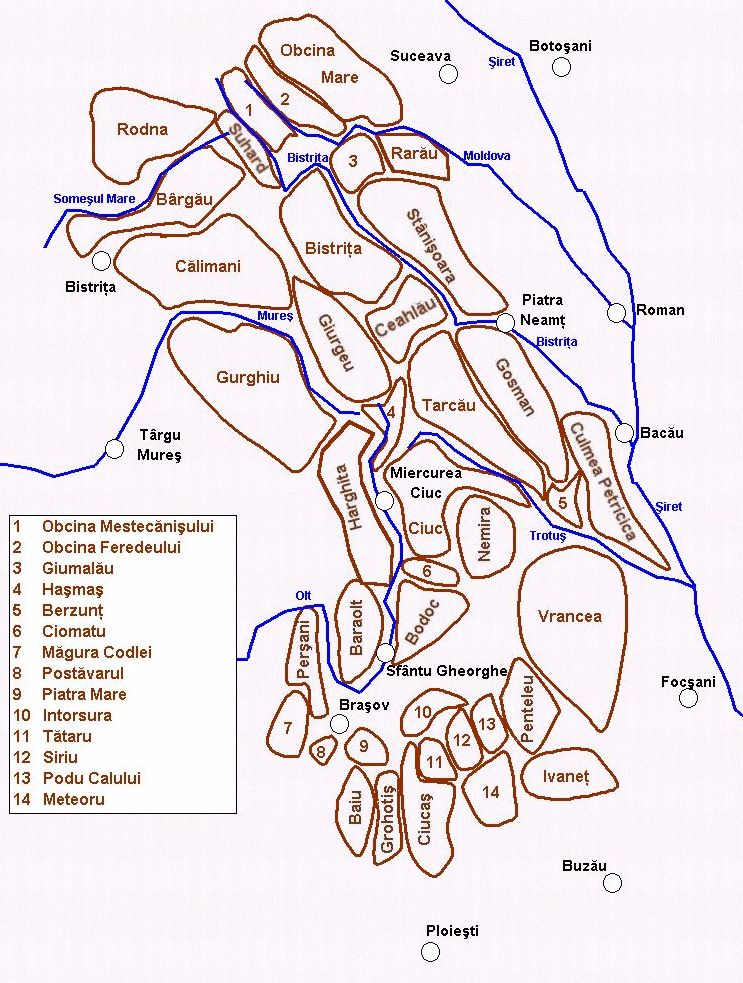
Karpaty Wschodnie

Góry Kelimeńskie (523.62; rum. Munții Călimani) — wulkaniczne pasmo górskie, leżące na terytorium Rumunii, na granicy Bukowiny i Siedmiogrodu. Należy do Wewnętrznych Karpat Wschodnich.
Długość pasma sięga 70 km, najwyższy szczyt Petros (2102 m n.p.m.). Pasmo zbudowane jest z wulkanicznych skał neogenu. Pasmo jest rozcięte głębokimi dolinami rzecznymi, porośnięte lasami bukowymi i świerkowymi. Powyżej granicy lasu znajdują się łąki subalpejskie i alpejskie.
Widoczne są ślady zlodowacenia. Na obszarze pasma górskiego funkcjonuje Park Narodowy Gór Kelimeńskich (rum. Parcul Național Călimani).